# 坎德莱达
坎德莱达，是西班牙卡斯蒂利亚-莱昂阿维拉省的一个市镇。 总面积214km2, 总人口4968人（2001年），人口密度23人/km2。